# Hideo Fukushima
| 19310 Osawa | 4 novembre 1996 |
| 100483 NAOJ | 30 ottobre 1996 |

Hideo Fukushima (1953) è un astronomo giapponese.
Il Minor Planet Center gli accredita la scoperta di due asteroidi, effettuate tra il 1994 e il 1996, in collaborazione con Isao Satō e Naotaka Yamamoto.
Gli è stato dedicato l'asteroide 6345 Hideo.